# Буэно, Мануэль
Мануэль Буэно Кабраль (род. 5 февраля 1940 года в Севилье) — испанский футболист. Наиболее известен по выступлениям за испанский клуб «Реал Мадрид».

## Биография
Буэно родился 5 февраля 1940 года в Севилье в семье футболиста, его отец Мануэль Буэно Фернандес был вратарём местного одноимённого клуба. Мануэль Буэно является воспитанником «Кадиса». После одного сезона в первой команде его заметили представители мадридского «Реала», таким образом в возрасте 19 лет Буэно перебрался в королевский клуб. Буэно провёл в составе столичного гранда 12 лет, выиграл восемь чемпионатов, два кубка Испании, два Кубка европейских чемпионов и Межконтинентальный кубок по футболу. Однако Буэно так и не стал основным игроком команды, не выдержав конкуренции с Франсиско Хенто. Тем не менее, болельщикам нравилось мастерство Буэно, в частности его приём мяча, умение обойти соперника и создать голевой момент для товарища. Во время выступления за «Реал» в 1968 году Буэно один раз вызывался в сборную Испании, но там, кроме одноклубника Хенто, среди его конкурентов был Энрике Кольяр, поэтому дебютировать за сборную Буэно так и не удалось. В 1971 году Буэно перешёл в клуб, за который играл его отец, «Севилью». По итогам сезона 1971/72 клуб был понижен в классе, в итоге Буэно завершил карьеру в Сегунде, откуда и начинал с «Кадисом».

## Достижения
«Реал Мадрид»
- Межконтинентальный кубок: 1960
- Кубок европейских чемпионов УЕФА: 1959/60, 1965/66
- Чемпионат Испании: 1960/61, 1961/62, 1962/63, 1963/64, 1964/65, 1966/67, 1967/68, 1968/69
- Кубок Испании: 1961/62, 1969/70